# Касл-Рок (телесеріал)
«Касл-Рок» (англ. Castle Rock) — американський телесеріал сервісу Hulu, заснований на розповідях Стівена Кінга, дія яких відбувається у містечку Касл-Рок. Прем'єра відбулася 25 липня 2018 року.

## В ролях

### Основний склад
- Білл Скашгорд — «Хлопець»[2]
- Андре Холланд — Генрі Дівер[3]
- Мелані Лінскі — Моллі Стренд[4]
- Джейн Леві — Джекі Торранс[5]
- Сісі Спачек — Рут Дівер
- Ліззі Каплан — Енні Вілкс (2 сезон)
- Пол Спаркс — Джон Меррілл (2 сезон)
- Бархад Абді — Абді Омар (2 сезон)
- Юсра Варсама — доктор Надія Хоулваадаг (2 сезон)
- Елсі Фішер — Джой Вілкс (2 сезон)
- Тім Роббінс — Реджинальд “Поп” Меррілл (2 сезон)

### Другорядний склад
- Скотт Гленн — Алан Пенгборн[6]
- Террі О'Квінн — Дейл Лейсі[7]
- Френсіс Конрой — Марта Лейсі
- Чоузен Джейкобс — Венделл Дівер
- Аарон Стетон — пастор Дрю Епплтон
- Ноель Фішер — Денніс Залевські
- Енн К'юсак — Тереза Портер
- Рорі Калкін — Віллі
- Еллісон Толман — Бріджит, сестра Моллі Стренд
- Ебігейл Корріган — Джорджія «Ченс» Лашанс
- Сара Гадон — Рита К. Грін
- Меймі Гаммер — мама Метью Дивера

## Виробництво
Тизер-трейлер став доступним онлайн 17 лютого 2017 року, а кілька днів потому в Hulu підтвердили, що замовили десяти-серійний перший сезон «Касл-Року».
У трейлері згадувалися деякі назви та персонажі з кількох романів Стівена Кінга, серед яких «Воно», «Долорес Клейборн», «Потрібні речі», «Жереб», «Рита Хейуорт і порятунок з Шоушенка», «Ловець снів», «Нічна зміна», «Зелена миля», «Мізері», «Серця в Атлантиді», «Сяйво», «М'ясорубка», «Чотири після півночі», «Чотири сезони» та «Нічні кошмари і фантастичні видіння».
Дж. Дж. Абрамс разом з Дастіном Томасоном і Сем Шоу стали сценаристами та виконавчими продюсерами серіалу. Зйомки серіалу почалися у липні 2017 року в Массачусетсі.
Білл Скарсгорд в 2017 році зіграв роль клоуна Пеннівайза в інший екранізації Стівена Кінга — фільмі «Воно».